# Ambarčik (zaljev)
Zaljev Ambarčik (rus. бухта Амбарчик) je plitki zaljev u istočnom Kolimskom zaljevu u Istočnosibirskom moru. Lokacija je unutar Jakutije, Rusija, udaljena otprilike 1,700 km sjeveroistočno od Jakutska. Luka i polarna postaja Ambarčik (tranzitna stanica tijekom Gulaga), nalazi se na obali zaljeva.

## Klima
| Klimatološki srednjaci za Zaljev Ambarčik (Ekstremi 1933.-danas) | Klimatološki srednjaci za Zaljev Ambarčik (Ekstremi 1933.-danas) | Klimatološki srednjaci za Zaljev Ambarčik (Ekstremi 1933.-danas) | Klimatološki srednjaci za Zaljev Ambarčik (Ekstremi 1933.-danas) | Klimatološki srednjaci za Zaljev Ambarčik (Ekstremi 1933.-danas) | Klimatološki srednjaci za Zaljev Ambarčik (Ekstremi 1933.-danas) | Klimatološki srednjaci za Zaljev Ambarčik (Ekstremi 1933.-danas) | Klimatološki srednjaci za Zaljev Ambarčik (Ekstremi 1933.-danas) | Klimatološki srednjaci za Zaljev Ambarčik (Ekstremi 1933.-danas) | Klimatološki srednjaci za Zaljev Ambarčik (Ekstremi 1933.-danas) | Klimatološki srednjaci za Zaljev Ambarčik (Ekstremi 1933.-danas) | Klimatološki srednjaci za Zaljev Ambarčik (Ekstremi 1933.-danas) | Klimatološki srednjaci za Zaljev Ambarčik (Ekstremi 1933.-danas) | Klimatološki srednjaci za Zaljev Ambarčik (Ekstremi 1933.-danas) |
| mjesec                                                           | sij                                                              | velj                                                             | ožu                                                              | tra                                                              | svi                                                              | lip                                                              | srp                                                              | kol                                                              | ruj                                                              | lis                                                              | stu                                                              | pro                                                              |                                                                  |
| ---------------------------------------------------------------- | ---------------------------------------------------------------- | ---------------------------------------------------------------- | ---------------------------------------------------------------- | ---------------------------------------------------------------- | ---------------------------------------------------------------- | ---------------------------------------------------------------- | ---------------------------------------------------------------- | ---------------------------------------------------------------- | ---------------------------------------------------------------- | ---------------------------------------------------------------- | ---------------------------------------------------------------- | ---------------------------------------------------------------- | ---------------------------------------------------------------- |
| srednji maksimum, °C                                             | −25,9                                                            | −26,2                                                            | −19,8                                                            | −11,4                                                            | −0,1                                                             | 9,6                                                              | 12,5                                                             | 10,3                                                             | 4,7                                                              | −5,5                                                             | −15,3                                                            | −23,5                                                            |                                                                  |
| srednja dnevna temperatura, °C                                   | −29,3                                                            | −29,3                                                            | −23,4                                                            | −15,4                                                            | −3,7                                                             | 5,1                                                              | 7,8                                                              | 6,6                                                              | 2,0                                                              | −8,1                                                             | −18,5                                                            | −26,8                                                            |                                                                  |
| srednji minimum, °C                                              | −32,4                                                            | −32,3                                                            | −27,0                                                            | −19,4                                                            | −7,0                                                             | 1,5                                                              | 4,0                                                              | 3,3                                                              | −0,5                                                             | −10,9                                                            | −21,8                                                            | −29,9                                                            |                                                                  |
| oborine, mm                                                      | 5,1                                                              | 3,9                                                              | 4,3                                                              | 3,2                                                              | 5,6                                                              | 11,5                                                             | 21,9                                                             | 19,6                                                             | 18,6                                                             | 14,6                                                             | 10,2                                                             | 6,0                                                              |                                                                  |
| Izvor: pogoda.ru.net                                             |                                                                  |                                                                  |                                                                  |                                                                  |                                                                  |                                                                  |                                                                  |                                                                  |                                                                  |                                                                  |                                                                  |                                                                  |                                                                  |